# Brett Halsey
Brett Halsey, noto anche con lo pseudonimo di Montgomery Ford (Santa Ana, 20 giugno 1933), è un attore statunitense.

## Biografia
Dopo aver iniziato la carriera a Hollywood, si trasferì all'inizio degli anni sessanta in Italia, dove fu protagonista di vari film di genere, spesso recitando la parte del protagonista in pellicole di cappa e spada come Le sette spade del vendicatore (1962), Il magnifico avventuriero (1963) e Il ponte dei sospiri (1964). Nello spaghetti-western Oggi a me... domani a te (1968) utilizzò il nome di Montgomery Ford. Un altro film dello stesso genere a cui prese parte come protagonista fu Roy Colt & Winchester Jack (1970) di Mario Bava. All'inizio degli anni settanta tornò negli Stati Uniti, dove lavorò prevalentemente come attore di soap opera. 

## Vita privata
Nel 1954 sposò l'attrice Renate Hoy, già Miss Germania 1952, dalla quale ebbe due figli, Charles Oliver Hand (che divenne membro del gruppo punk Rock Bottom and the Spys) e Tracy Leigh. I due divorziarono nel 1959. Dal 1960 al 1962 fu sposato con l'attrice italiana Luciana Paluzzi, da cui ebbe un figlio, Christian. Nel 1964 Halsey sposò l'attrice tedesca Heidi Brühl, dalla quale ebbe due figli, Clayton Alexander Siegfried e Nicole. Il matrimonio si concluse con il divorzio nel 1976. Oggi Halsey vive a Laguna Hills, in California, insieme all'ultima moglie Victoria Korda.

## Filmografia parziale

### Cinema
- All'inferno e ritorno (To Hell and Back), regia di Jesse Hibbs (1955)
- La squadriglia Lafayette (Lafayette Escadrille), regia di William A. Wellman (1958)
- The Cry Baby Killer, regia di Jus Addiss (1958)
- Fra due trincee (The Last Blitzkrieg), regia di Arthur Dreifuss (1959)
- La vendetta del dottor K. (Return of the Fly), regia di Edward Bernds (1959)
- Donne in cerca d'amore (The Best of Everything), regia di Jean Negulesco (1959)
- Il ritorno dell'assassino (Jet Over the Atlantic), regia di Byron Haskin (1959)
- La guerra di domani (The Atomic Submarine), regia di Spencer Gordon Bennet (1959)
- Quattro pistole veloci (Four Fast Guns), regia di William J. Hole Jr. (1960)
- Desiderio nella polvere (Desire in the Dust), regia di William F. Claxton (1960)
- Ritorno a Peyton Place (Return to Peyton PLace), regia di José Ferrer (1961)
- Le sette spade del vendicatore, regia di Riccardo Freda (1962)
- Il magnifico avventuriero, regia di Riccardo Freda (1963)
- L'esperimento del dottor Zagros (Twice-Told Tales), regia di Sidney Salkow (1963)
- Il ponte dei sospiri, regia di Carlo Campogalliani e Piero Pierotti (1964)
- Il magnifico cornuto, regia di Antonio Pietrangeli (1964)
- Uccidete Johnny Ringo, regia di Gianfranco Baldanello (1965)
- Berlino: appuntamento per le spie, regia di Vittorio Sala (1965)
- Tre notti violente, regia di Nick Nostro (1966)
- O l'ammazzo o la sposo (Bang-Bang), regia di Serge Piollet (1967)
- Tutto sul rosso, regia di Aldo Florio (1968)
- Oggi a me... domani a te, regia di Tonino Cervi (1968)
- L'ira di Dio, regia di Alberto Cardone (1968)
- Le dolci signore, regia di Luigi Zampa (1968)
- Kidnapping! Paga o uccidiamo tuo figlio, regia di Alberto Cardone (1969)
- I caldi amori di una minorenne (Las trompetas del apocalipsis), regia di Julio Buchs (1969)
- Roy Colt & Winchester Jack, regia di Mario Bava (1970)
- Dimmi, dove ti fa male? (Where Does It Hurt?), regia di Rod Amateau (1972)
- Quante volte... quella notte, regia di Mario Bava (1972)
- Il miele del diavolo, regia di Lucio Fulci (1986)
- Quando Alice ruppe lo specchio, regia di Lucio Fulci (1988)
- Il triangolo della paura (Der Commander), regia di Antonio Margheriti (1988)
- Il gatto nero, regia di Luigi Cozzi (1989)
- Il padrino - Parte III (The Godfather: Part III), regia di Francis Ford Coppola (1990)
- Un gatto nel cervello, regia di Lucio Fulci (1990)
- Demonia, regia di Lucio Fulci (1990)

### Televisione
- Penna di Falco, capo cheyenne (Brave Eagle) – serie TV, episodi 1x15-1x18 (1956)
- 77º Lancieri del Bengala (Tales of the 77th Bengal Lancers) – serie TV, episodio 1x03 (1956)
- Gunsmoke – serie TV, episodio 1x21 (1956)
- The 20th Century-Fox Hour – serie TV, episodio 2x04 (1956)
- West Point – serie TV, episodi 1x16-1x36 (1957)
- Harbor Command – serie TV, episodio 1x21 (1958)
- Flight – serie TV, episodio 1x08 (1958)
- Target – serie TV, episodio 1x02 (1958)
- Avventure in paradiso (Adventures in Paradise) – serie TV, episodio 1x26 (1960)
- Il principe del deserto, regia di Duccio Tessari – miniserie TV (1989)

## Doppiatori italiani
Nelle versioni in italiano delle opere in cui ha recitato, Brett Halsey è stato doppiato da:
- Pino Locchi in Il magnifico avventuriero, Tre notti violente, L'ira di Dio, 20.000 dollari sporchi di sangue, Quante volte... quella notte,
- Cesare Barbetti in Desiderio nella polvere, Donne in cerca d'amore, Berlino, appuntamento per le spie, Roy Colt e Winchester Jack
- Giuseppe Rinaldi in Oggi a me... domani a te!, Tutto sul rosso
- Emilio Cigoli in Le sette spade del vendicatore
- Giacomo Piperno in Le dolci signore
- Michele Kalamera in I caldi amori di una minorenne
- Sergio Rossi in Il ponte dei sospiri
- Carlo Sabatini in Il miele del diavolo
- Elio Zamuto in Quando Alice ruppe lo specchio
- Romano Malaspina in Il triangolo della paura
- Luciano De Ambrosis in Cold Case - Delitti irrisolti